# Festival de la Cançó d'Eurovisió 2018
El Festival de la Cançó de l'Eurovisió 2018 va ser la 63a edició d'aquest esdeveniment musical, i el guanyador en va ser Israel.
Les dates aprovades per la UER foren el 8, 10 i 12 de maig de 2018, i va tenir lloc a Lisboa, la capital de Portugal. El país va acollir aquesta edició gràcies a què el seu representant Salvador Sobral va guanyar l'edició de 2017 a Kíev amb la cançó Amar pelos dois.
Fins a 43 països van participar en l'edició, igual que el rècord de l'edició del 2008 i 2011. Rússia va tornar al festival després de la seva absència de l'any passat. Les presentadores de l'Eurovisió 2018 van ser Catarina Furtado, Daniela Ruah, Filomena Cautela i Sílvia Alberto.
Segons les cases d'apostes, en un principi els favorits eren Xipre, Israel, Estònia i República Txeca. Després de les semifinals Irlanda, Alemanya i França també van pujar a les apostes, fent que aquesta edició fos considerada com una de les més obertes dels últims anys, en no posseir un clar favorit.
Finalment va guanyar Israel tal com deien les cases d'apostes, en segon lloc va quedar Xipre i en tercer lloc Àustria.

## Participants

Països participants que es van classificar per a la final.
Països participants que no es van classificar per a la final.
Països que hi van participar al passat però no el 2018.

La primera llista oficial de participants es va donar a conèixer el 7 de novembre de 2017, totalitzant 42 països inscrits. En aquesta llista, a més del retorn de Rússia, després de la seva absència en l'edició de 2017, cabia destacar l'absència de l'ARI de Macedònia.
Al principi, la UER havia bloquejat la participació de l'ARI de Macedònia per deutes reiteradament impagades de la radiotelevisió MRT amb la UER. No obstant això, la UER va seguir negociant una solució amb la televisió pública macedònia, i el 17 de novembre l'ARI de Macedònia va ser inclosa en la lista. Així, es van totalitzar 43 països, igualant el rècord de participants establert a Belgrad 2008 i Düsseldorf 2011.

### Semifinal 1
- Portugal, Espanya i el Regne Unit van votar en aquesta semifinal.
- Els països que van superar aquesta semifinal van ser: Albània, República Txeca, Lituània, Israel, Estònia, Bulgària, Austria, Finlàndia, Irlanda i Xipre

| Nº | País             | Intèrpret(s)       | Cançó            | Posició | Punts |
| -- | ---------------- | ------------------ | ---------------- | ------- | ----- |
| 1  | Azerbaidjan      | Aysel Məmmədova    | X my heart       | 11      | 94    |
| 2  | Islàndia         | Ari Ólafsson       | Our choice       | 19      | 15    |
| 3  | Albània          | Eugent Bushpepa    | Mall             | 8       | 162   |
| 4  | Bèlgica          | Sennek             | A Matter of Time | 12      | 91    |
| 5  | Txèquia          | Mikolas Josef      | Lie to me        | 3       | 232   |
| 6  | Lituània         | Ieva Zasimauskaitė | When we're old   | 9       | 119   |
| 7  | Israel           | Netta Barzilai     | Toy              | 1       | 283   |
| 8  | Belarús          | Alekseev           | Forever          | 16      | 65    |
| 9  | Estònia          | Elina Netsjajeva   | La forza         | 5       | 201   |
| 10 | Bulgària         | Equinox            | Bones            | 7       | 177   |
| 11 | ARI de Macedònia | Eye Cue            | Lost and found   | 18      | 24    |
| 12 | Croàcia          | Franka Batelić     | Crazy            | 17      | 63    |
| 13 | Àustria          | Cesár Sampson      | Nobody but you   | 4       | 231   |
| 14 | Grècia           | Gianna Terzi       | Oneiro mou       | 14      | 81    |
| 15 | Finlàndia        | Saara Aalto        | Monsters         | 10      | 108   |
| 16 | Armènia          | Sevak Chanagian    | Qami             | 15      | 79    |
| 17 | Suïssa           | Zibbz              | Stones           | 13      | 86    |
| 18 | Irlanda          | Ryan O'Shaughnessy | Together         | 6       | 179   |
| 19 | Xipre            | Eleni Foureira     | Fuego            | 2       | 262   |

### Semifinal 2
- Alemanya, França i Itàlia van votar en aquesta semifinal.
- Els països que van superar aquesta semifinal van ser: Noruega, Sèrbia, Dinamarca, Moldàvia, Països Baixos, Austràlia, Hongria, Suècia, Eslovènia i Ucraïna

| Nº | País          | Intèrpret(s)                  | Cançó                       | Posició | Punts |
| -- | ------------- | ----------------------------- | --------------------------- | ------- | ----- |
| 1  | Noruega       | Alexander Rybak               | That's how you write a song | 1       | 266   |
| 2  | Romania       | The Humans                    | Goodbye                     | 11      | 107   |
| 3  | Sèrbia        | Sanja Ilić & Balkanika        | Nova deca                   | 9       | 117   |
| 4  | San Marino    | Jessika feat. Jenifer Brening | Who we are                  | 17      | 28    |
| 5  | Dinamarca     | Rasmussen                     | Higher ground               | 5       | 204   |
| 6  | Rússia        | Joelia Samojlova              | I won't break               | 15      | 65    |
| 7  | Moldàvia      | DoReDoS                       | My lucky day                | 3       | 235   |
| 8  | Països Baixos | Waylon                        | Outlaw in 'em               | 7       | 174   |
| 9  | Austràlia     | Jessica Mauboy                | We got love                 | 4       | 212   |
| 10 | Geòrgia       | Ethno-Jazz Band Iriao         | For you                     | 18      | 24    |
| 11 | Polònia       | Gromee feat. Lukas Meijer     | Light me up                 | 14      | 81    |
| 12 | Malta         | Christabelle                  | Taboo                       | 13      | 101   |
| 13 | Hongria       | AWS                           | Viszlát nyár                | 10      | 111   |
| 14 | Letònia       | Laura Rizzotto                | Funny girl                  | 12      | 106   |
| 15 | Suècia        | Benjamin Ingrosso             | Dance you off               | 2       | 254   |
| 16 | Montenegro    | Vanja Radovanović             | Inje                        | 16      | 40    |
| 17 | Eslovènia     | Lea Sirk                      | Hvala, ne!                  | 8       | 132   |
| 18 | Ucraïna       | Mélovin                       | Under the ladder            | 6       | 179   |

### Final
| Nº | País          | Intèrpret(s)               | Cançó                       | Posició | Punts |
| -- | ------------- | -------------------------- | --------------------------- | ------- | ----- |
| 1  | Ucraïna       | Mélovin                    | Under the ladder            | 17      | 130   |
| 2  | Espanya       | Alfred & Amaia             | Tu canción                  | 23      | 61    |
| 3  | Eslovènia     | Lea Sirk                   | Hvala, ne!                  | 22      | 64    |
| 4  | Lituània      | Ieva Zasimauskaitė         | When we're old              | 12      | 181   |
| 5  | Àustria       | Cesár Sampson              | Nobody but you              | 3       | 342   |
| 6  | Estònia       | Elina Netsjajeva           | La forza                    | 8       | 245   |
| 7  | Noruega       | Alexander Rybak            | That's how you write a song | 15      | 144   |
| 8  | Portugal      | Cláudia Pascoal            | O jardim                    | 26      | 39    |
| 9  | Regne Unit    | SuRie                      | Storm                       | 24      | 48    |
| 10 | Sèrbia        | Sanja Ilić & Balkanika     | Nova deca                   | 19      | 113   |
| 11 | Alemanya      | Michael Schulte            | You let me walk alone       | 4       | 340   |
| 12 | Albània       | Eugent Bushpepa            | Mall                        | 11      | 184   |
| 13 | França        | Madame Monsieur            | Mercy                       | 13      | 173   |
| 14 | Txèquia       | Mikolas Josef              | Lie to me                   | 6       | 281   |
| 15 | Dinamarca     | Rasmussen                  | Higher ground               | 9       | 226   |
| 16 | Austràlia     | Jessica Mauboy             | We got love                 | 20      | 99    |
| 17 | Finlàndia     | Saara Aalto                | Monsters                    | 25      | 46    |
| 18 | Bulgària      | Equinox                    | Bones                       | 14      | 166   |
| 19 | Moldàvia      | DoReDoS                    | My lucky day                | 10      | 209   |
| 20 | Suècia        | Benjamin Ingrosso          | Dance you off               | 7       | 274   |
| 21 | Hongria       | AWS                        | Viszlát nyár                | 21      | 93    |
| 22 | Israel        | Netta Barzilai             | Toy                         | 1       | 529   |
| 23 | Països Baixos | Waylon                     | Outlaw in 'em               | 18      | 121   |
| 24 | Irlanda       | Ryan O'Shaughnessy         | Together                    | 16      | 136   |
| 25 | Xipre         | Eleni Foureira             | Fuego                       | 2       | 436   |
| 26 | Itàlia        | Ermal Meta & Fabrizio Moro | Non mi avete fatto niente   | 5       | 308   |